# 何德佳

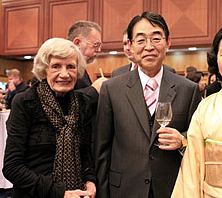
2006年12月7日，日本天皇誕生日祝賀宴会上与驻捷克大使熊澤英昭合影

薇娜·赫尔德利奇科娃（捷克語：Věna Hrdličková，1924年9月15日—2016年1月20日），中文名何德佳，是捷克东方学家，对汉学和日本学都有研究。她创建了捷汉协会，并长期担任会长职务（1990年至2001年）。

## 生平
1924年9月15日生于布拉格，1945年至1950年在布拉格查理大学文学院学习，1947年至1948年在美国哈佛大学留学，1950年获得博士学位。
大学时代因为喜爱中国古诗，与何德理相识并结婚。1950年二人共赴捷克斯洛伐克驻华使馆工作。1980年代，何德理被任命为捷克斯洛伐克驻日本特命全权大使，二人共赴日本，直到天鹅绒革命后回国，在布拉格查理大学教书。2016年1月20日因病医治无效在布拉格与世长辞。
与何德理合作出版了：《中国古代小说》、《中国古典文学史》、《汉学引论》、《中国与日本说书人的传统与个体创造性》、《神宗皇帝时期的中国》、《插花·盆景》、《中国园林艺术》、《春天的声音》、《宝葫芦》等。

## 轶闻
何德佳与郭沫若、茅盾、齐白石、徐悲鸿、戈宝权等许多中国著名学者交往密切。“何德佳”这个中文名字是郭沫若起的。夫妇二人在中国生了一个儿子，取名为“何华生”，由林巧稚亲自接生。齐白石还为他画了一幅《老鼠偷油》。

## 荣誉
- 旭日小绶章（2006年）[6]

## 家族
| 兹德涅克·赫尔德利奇卡 （何德理，1918年-1999年） | 兹德涅克·赫尔德利奇卡 （何德理，1918年-1999年） | 兹德涅克·赫尔德利奇卡 （何德理，1918年-1999年） | 兹德涅克·赫尔德利奇卡 （何德理，1918年-1999年） | 兹德涅克·赫尔德利奇卡 （何德理，1918年-1999年） | 兹德涅克·赫尔德利奇卡 （何德理，1918年-1999年） |  |  | 薇娜·赫尔德利奇科娃 （何德佳，1924年-2016年） | 薇娜·赫尔德利奇科娃 （何德佳，1924年-2016年） | 薇娜·赫尔德利奇科娃 （何德佳，1924年-2016年） | 薇娜·赫尔德利奇科娃 （何德佳，1924年-2016年） | 薇娜·赫尔德利奇科娃 （何德佳，1924年-2016年） | 薇娜·赫尔德利奇科娃 （何德佳，1924年-2016年） |  |  |                                           |                                           |                                           |                                           |                                           |                                           |  |  |                            |                            |                            |                            |                            |                            |  |  |
| 兹德涅克·赫尔德利奇卡 （何德理，1918年-1999年） | 兹德涅克·赫尔德利奇卡 （何德理，1918年-1999年） | 兹德涅克·赫尔德利奇卡 （何德理，1918年-1999年） | 兹德涅克·赫尔德利奇卡 （何德理，1918年-1999年） | 兹德涅克·赫尔德利奇卡 （何德理，1918年-1999年） | 兹德涅克·赫尔德利奇卡 （何德理，1918年-1999年） |  |  | 薇娜·赫尔德利奇科娃 （何德佳，1924年-2016年） | 薇娜·赫尔德利奇科娃 （何德佳，1924年-2016年） | 薇娜·赫尔德利奇科娃 （何德佳，1924年-2016年） | 薇娜·赫尔德利奇科娃 （何德佳，1924年-2016年） | 薇娜·赫尔德利奇科娃 （何德佳，1924年-2016年） | 薇娜·赫尔德利奇科娃 （何德佳，1924年-2016年） |  |  |                                           |                                           |                                           |                                           |                                           |                                           |  |  |                            |                            |                            |                            |                            |                            |  |  |
|                                                 |                                                 |                                                 |                                                 |                                                 |                                                 |  |  |                                               |                                               |                                               |                                               |                                               |                                               |  |  |                                           |                                           |                                           |                                           |                                           |                                           |  |  |                            |                            |                            |                            |                            |                            |  |  |
|                                                 |                                                 |                                                 |                                                 |                                                 |                                                 |  |  |                                               |                                               |                                               |                                               |                                               |                                               |  |  |                                           |                                           |                                           |                                           |                                           |                                           |  |  |                            |                            |                            |                            |                            |                            |  |  |
| 斯坦尼斯拉夫·赫尔德利奇卡 （1957年-）           | 斯坦尼斯拉夫·赫尔德利奇卡 （1957年-）           | 斯坦尼斯拉夫·赫尔德利奇卡 （1957年-）           | 斯坦尼斯拉夫·赫尔德利奇卡 （1957年-）           | 斯坦尼斯拉夫·赫尔德利奇卡 （1957年-）           | 斯坦尼斯拉夫·赫尔德利奇卡 （1957年-）           |  |  | 兹德涅克·赫尔德利奇卡 （何华生，1952年-）     | 兹德涅克·赫尔德利奇卡 （何华生，1952年-）     | 兹德涅克·赫尔德利奇卡 （何华生，1952年-）     | 兹德涅克·赫尔德利奇卡 （何华生，1952年-）     | 兹德涅克·赫尔德利奇卡 （何华生，1952年-）     | 兹德涅克·赫尔德利奇卡 （何华生，1952年-）     |  |  | 达格玛·赫尔德利奇科娃 （1951年-）         | 达格玛·赫尔德利奇科娃 （1951年-）         | 达格玛·赫尔德利奇科娃 （1951年-）         | 达格玛·赫尔德利奇科娃 （1951年-）         | 达格玛·赫尔德利奇科娃 （1951年-）         | 达格玛·赫尔德利奇科娃 （1951年-）         |  |  |                            |                            |                            |                            |                            |                            |  |  |
| 斯坦尼斯拉夫·赫尔德利奇卡 （1957年-）           | 斯坦尼斯拉夫·赫尔德利奇卡 （1957年-）           | 斯坦尼斯拉夫·赫尔德利奇卡 （1957年-）           | 斯坦尼斯拉夫·赫尔德利奇卡 （1957年-）           | 斯坦尼斯拉夫·赫尔德利奇卡 （1957年-）           | 斯坦尼斯拉夫·赫尔德利奇卡 （1957年-）           |  |  | 兹德涅克·赫尔德利奇卡 （何华生，1952年-）     | 兹德涅克·赫尔德利奇卡 （何华生，1952年-）     | 兹德涅克·赫尔德利奇卡 （何华生，1952年-）     | 兹德涅克·赫尔德利奇卡 （何华生，1952年-）     | 兹德涅克·赫尔德利奇卡 （何华生，1952年-）     | 兹德涅克·赫尔德利奇卡 （何华生，1952年-）     |  |  | 达格玛·赫尔德利奇科娃 （1951年-）         | 达格玛·赫尔德利奇科娃 （1951年-）         | 达格玛·赫尔德利奇科娃 （1951年-）         | 达格玛·赫尔德利奇科娃 （1951年-）         | 达格玛·赫尔德利奇科娃 （1951年-）         | 达格玛·赫尔德利奇科娃 （1951年-）         |  |  |                            |                            |                            |                            |                            |                            |  |  |
|                                                 |                                                 |                                                 |                                                 |                                                 |                                                 |  |  |                                               |                                               |                                               |                                               |                                               |                                               |  |  |                                           |                                           |                                           |                                           |                                           |                                           |  |  |                            |                            |                            |                            |                            |                            |  |  |
|                                                 |                                                 |                                                 |                                                 |                                                 |                                                 |  |  |                                               |                                               |                                               |                                               |                                               |                                               |  |  |                                           |                                           |                                           |                                           |                                           |                                           |  |  |                            |                            |                            |                            |                            |                            |  |  |
|                                                 |                                                 |                                                 |                                                 |                                                 |                                                 |  |  | 苏珊娜·赫尔德利奇科娃 （1980年-）             | 苏珊娜·赫尔德利奇科娃 （1980年-）             | 苏珊娜·赫尔德利奇科娃 （1980年-）             | 苏珊娜·赫尔德利奇科娃 （1980年-）             | 苏珊娜·赫尔德利奇科娃 （1980年-）             | 苏珊娜·赫尔德利奇科娃 （1980年-）             |  |  | 兹德涅克·赫尔德利奇卡 （何志达，1976年-） | 兹德涅克·赫尔德利奇卡 （何志达，1976年-） | 兹德涅克·赫尔德利奇卡 （何志达，1976年-） | 兹德涅克·赫尔德利奇卡 （何志达，1976年-） | 兹德涅克·赫尔德利奇卡 （何志达，1976年-） | 兹德涅克·赫尔德利奇卡 （何志达，1976年-） |  |  | 郑闽佳 （中国人，1976年-） | 郑闽佳 （中国人，1976年-） | 郑闽佳 （中国人，1976年-） | 郑闽佳 （中国人，1976年-） | 郑闽佳 （中国人，1976年-） | 郑闽佳 （中国人，1976年-） |  |  |
|                                                 |                                                 |                                                 |                                                 |                                                 |                                                 |  |  | 苏珊娜·赫尔德利奇科娃 （1980年-）             | 苏珊娜·赫尔德利奇科娃 （1980年-）             | 苏珊娜·赫尔德利奇科娃 （1980年-）             | 苏珊娜·赫尔德利奇科娃 （1980年-）             | 苏珊娜·赫尔德利奇科娃 （1980年-）             | 苏珊娜·赫尔德利奇科娃 （1980年-）             |  |  | 兹德涅克·赫尔德利奇卡 （何志达，1976年-） | 兹德涅克·赫尔德利奇卡 （何志达，1976年-） | 兹德涅克·赫尔德利奇卡 （何志达，1976年-） | 兹德涅克·赫尔德利奇卡 （何志达，1976年-） | 兹德涅克·赫尔德利奇卡 （何志达，1976年-） | 兹德涅克·赫尔德利奇卡 （何志达，1976年-） |  |  | 郑闽佳 （中国人，1976年-） | 郑闽佳 （中国人，1976年-） | 郑闽佳 （中国人，1976年-） | 郑闽佳 （中国人，1976年-） | 郑闽佳 （中国人，1976年-） | 郑闽佳 （中国人，1976年-） |  |  |
|                                                 |                                                 |                                                 |                                                 |                                                 |                                                 |  |  |                                               |                                               |                                               |                                               |                                               |                                               |  |  |                                           |                                           |                                           |                                           |                                           |                                           |  |  |                            |                            |                            |                            |                            |                            |  |  |
|                                                 |                                                 |                                                 |                                                 |                                                 |                                                 |  |  |                                               |                                               |                                               |                                               |                                               |                                               |  |  |                                           |                                           |                                           |                                           |                                           |                                           |  |  |                            |                            |                            |                            |                            |                            |  |  |
|                                                 |                                                 |                                                 |                                                 |                                                 |                                                 |  |  |                                               |                                               |                                               |                                               |                                               |                                               |  |  | 西里尔·赫尔德利奇卡                       | 西里尔·赫尔德利奇卡                       | 西里尔·赫尔德利奇卡                       | 西里尔·赫尔德利奇卡                       | 西里尔·赫尔德利奇卡                       | 西里尔·赫尔德利奇卡                       |  |  | 艾玛·赫尔德利奇科娃        | 艾玛·赫尔德利奇科娃        | 艾玛·赫尔德利奇科娃        | 艾玛·赫尔德利奇科娃        | 艾玛·赫尔德利奇科娃        | 艾玛·赫尔德利奇科娃        |  |  |